# Blepharipappus
Blepharipappus é um género botânico pertencente à família Asteraceae.